# Hospital Alemán
El Hospital Alemán de Buenos Aires es una asociación civil sin fines de lucro que se encuentra en Buenos Aires, Argentina.
El Hospital Alemán fue creado el 26 de agosto de 1867 y actualmente se encuentra ubicado en Av. Pueyrredón 1640, Ciudad de Buenos Aires. Posee más de 800 profesionales de la salud, 105 residentes y alrededor de 2.000 empleados administrativos. Cuenta con 264 camas, 24 de ellas de alta complejidad, 11 quirófanos y 60 consultorios. Lleva realizados más de 900 trasplantes, tiene 1.400 nacimientos por año y casi 28.000 internaciones anuales. Además, tiene un plan de salud propio con más de 50.000 afiliados, y da, de manera directa o indirecta, empleo a más de 3.000 personas.
La Comisión Directiva está compuesta por personas destacadas que pertenecen a las colectividades de habla alemana en la Argentina y tienen a su cargo el control y el destino del Hospital.
Actualmente se encuentra totalmente integrado al sistema de salud de la Argentina, atiende a pacientes de todas las nacionalidades y al personal de más de sesenta embajadas de manera directa. Además, numerosas delegaciones diplomáticas y empresarias que visitan el país lo eligen como centro de salud oficial.

## Historia

### SigloXIX
El Hospital Alemán se creó cuando la Deutscher Krankenverein – DKV (Sociedad Alemana de Socorros a Enfermos) donó un terreno ubicado sobre la Avenida Pueyrredón para la construcción del establecimiento, porque consideró que era necesario un centro donde los alemanes sin posibilidades económicas pudieran ser atendidos. 
En 1871, durante el gobierno de Domingo Faustino Sarmiento, una epidemia de fiebre amarilla azotó la Ciudad, por lo que el hospital creó un comité de primeros auxilios y en 1886 fue declarado "institución modelo" en medio del rebrote de cólera que afectó la región.

### SigloXX
La Primera Guerra Mundial interrumpió las relaciones con Alemania y la Institución decidió no participar en una colecta organizada para “apoyar el esfuerzo de guerra” del gobierno alemán y en cambio, promovió una “olla popular” para ayudar a los alemanes desocupados. En 1917 se aceptaron médicos de universidades argentinas por primera vez y se atendieron más de 5.000 consultas.
En abril de 1911 recién se inauguraría el nuevo edificio que tenía un laboratorio de análisis clínicos y una sala de Rayos Röntgen. Durante la Primera Guerra Mundial, se estableció en el hospital una olla popular para alemanes desocupados y se fortificó en materia de publicidad en Bernal y Quilmes, dónde vivían gran parte de los alemanes de la época. En 1917, durante el 50.º aniversario del hospital se donó el primer electroencefalograma y otra máquina de rayos X.
Para 1921, el hospital tenía más de 2.300 socios y 183 camas para internación y se agregó el Servicio de Ginecología y Obstetricia. El actual Centro Materno Infantil se comenzó en 1927 con un presupuesto de 500 mil pesos y se inauguró en 1932. Durante el período de la Segunda Guerra Mundial el hospital se mantuvo con donaciones, ya que la mitad de las consultas eran gratuitas y en 1938 se comenzó con la edificación de la Escuela de Enfermería, que se concluiría en 1946 bajo la supervisión de la Cruz Roja.
En 1933, con la llegada del nazismo al gobierno alemán, la Comisión Directiva se negó a enviar un telegrama de adhesión al régimen. La guerra también trajo inconvenientes para contratar enfermeras alemanas y en 1938 se pensó por primera vez en la creación de una Escuela de Enfermería, que se inauguró en 1946 bajo la tutela pedagógica de la Cruz Roja Argentina.
En 1971 comenzó a funcionar la planta de quirófanos, el Servicio de hemodiálisis y la bomba de cobalto del Servicio de Terapia Radiante. El Servicio de Medicina Nuclear comienza a funcionar el 1 de septiembre de 1973. Durante 1974, el laboratorio central del Hospital comenzó a ser gestionado por el laboratorio Domecq y Lafage. El 10 de diciembre de 1979 se lanzó el Plan Médico del Hospital Alemán" que se diseñó sobre la base de un sistema prepago. 
En la década de 1980 el Hospital adquirió un tomógrafo computado, instrumentos de endoscopía con fibra óptica, una cámara gamma, equipos de litotricia extracorpórea por ondas de choque -siendo uno de los primeros en América del Sur-, y de artroscopía. En 1984 se realizó por primera vez una ablación de órganos con profesionales del Incucai. 
En 1993 se inauguró el nuevo Centro Materno Infantil y se inició la construcción de la Torre Pueyrredón. Durante esa década se incorporaron una bomba de circulación extracorpórea para cirugías cardíacas, la videoendoscopía, que permitió la observación interna del paciente, y el primer equipo de resonancia nuclear magnética.

### 1950 a 2000
En el año 1950 se produjo la primera huelga del personal no médico del hospital, además se planearon nuevas construcciones: ortopedia y traumatología, urología, cirugía plástica, reconstructiva y pediátrica, neurocirugía, endocrinología, odontología y anatomía patológica.

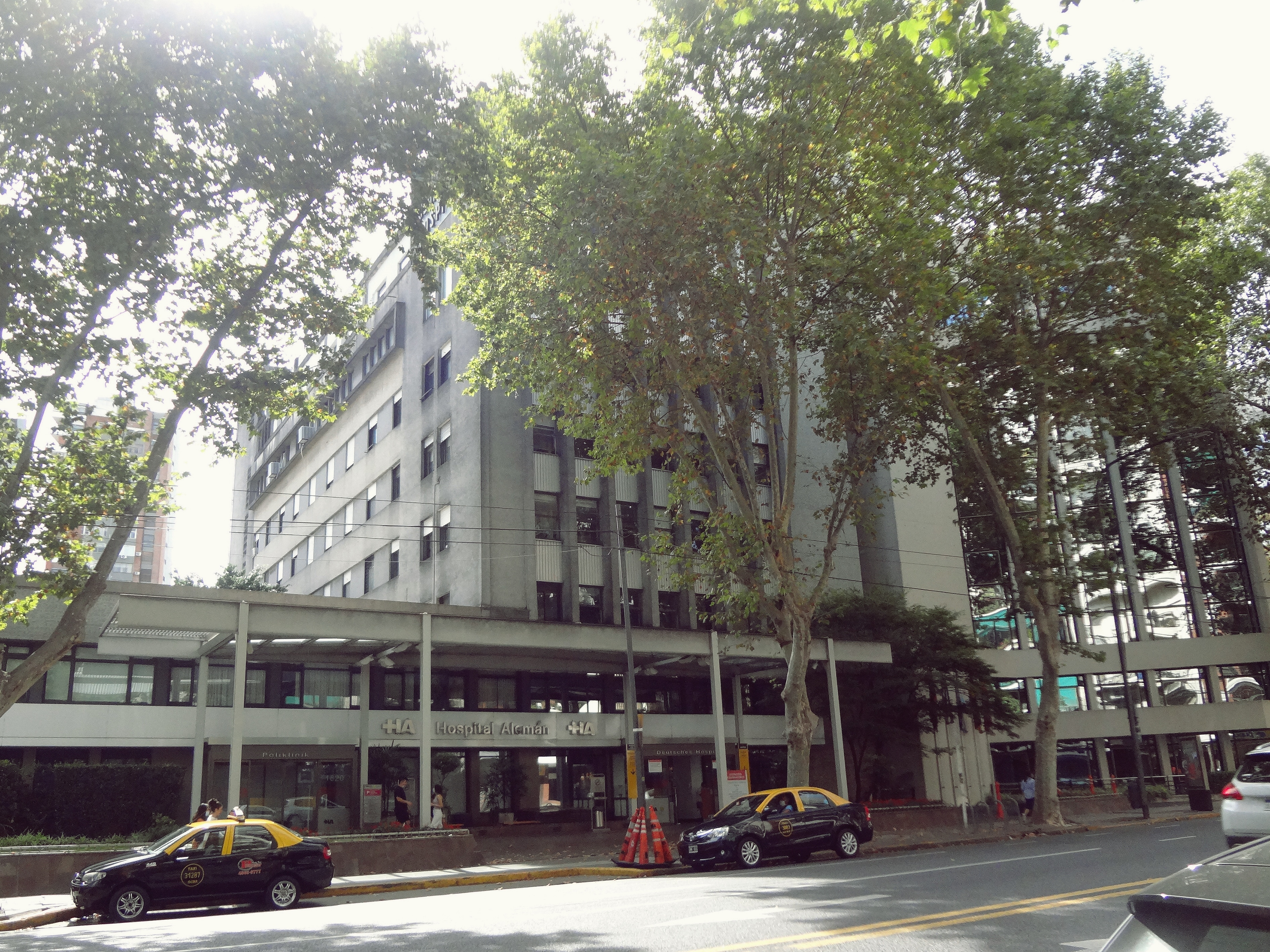
Entrada principal por Av. Pueyrredón.

Para 1955 se dio inicio a la creación de la Asociación de Hospitales Privados de Beneficencia y Mutualista de la Ciudad de Buenos Aires y en 1958 obtuvo la personería jurídica. Para la obra se emitieron bonos por 10 millones de pesos, el Ministerio de Asuntos Exteriores de Alemania otorgó un crédito, el gobierno nacional emitió una exención de impuestos aduaneros para que importasen material médico y se recibieron más donaciones. Mientras tanto, el gobierno alemán supervisaba la obra, y el 6 de mayo de 1964, el presidente Arturo Illia y Heinrich Lübke inauguran la obra que contaba con seis pisos y un subsuelo.
En 1963 se realizó el padrinazgo con la Universidad de Hamburgo y su Clínica Eppendorf, con la cual los médicos cursaron tres especialidades. Y, con la colaboración de la Universidad de Bonn se creó el Laboratorio de Toxoplasmosis. 
Y en 1989 se creó el Comité de Docencia e Investigación para la enseñanza académica.
Además, se colaboró con las víctimas del atentado a la AMIA, con las del accidente de LAPA y con la tragedia de Cromañón.